# Bryobium pudicum
Bryobium pudicum är en orkidéart som först beskrevs av Henry Nicholas Ridley, och fick sitt nu gällande namn av Yan Peng Ng och Phillip James Cribb. Bryobium pudicum ingår i släktet Bryobium och familjen orkidéer. Inga underarter finns listade i Catalogue of Life.